# قرار مجلس الأمن التابع للأمم المتحدة رقم 142
قرار مجلس الأمن التابع للأمم المتحدة رقم 142، الذي اعتمد بالإجماع في 7 يوليو 1960، بعد النظر في طلب جمهورية الكونغو (ليوبولدفيل) للانضمام إلى عضوية الأمم المتحدة، أوصى المجلس الجمعية العامة بقبول جمهورية الكونغو.